# Almami Moreira
Almami Samori da Silva Moreira (Bisáu, Guinea-Bisáu, 16 de junio de 1978) es un exfutbolista bisauguineano con pasaporte portugués. Ocupaba la demarcación de volante y desarrolló su carrera profesional en distintos países de Europa (principalmente Portugal) y en China.

## Selección nacional
Moreira jugó para Portugal sub-21 en casi 20 ocasiones a finales de los años 90, y en 2002 fue parte del equipo B de Portugal que ganó el torneo veraniego Vale do Tejo.
En 2010, con el creciente desarrollo y profesionalización del fútbol en su país natal, decidió representar a Guinea-Bisáu en categoría absoluta, teniendo su primera internacionalidad en octubre de ese año, a la edad de 32 años.

## Clubes
| Club                                 | País     | Año       |
| ------------------------------------ | -------- | --------- |
| Gondomar (cedido por el Boavista)    | Portugal | 1997-1998 |
| Gil Vicente (cedido por el Boavista) | Portugal | 1998-1999 |
| Boavista                             | Portugal | 1999-2001 |
| Standard de Lieja                    | Bélgica  | 2001-2004 |
| Hamburgo (cedido)                    | Alemania | 2004-2005 |
| Standard de Lieja                    | Bélgica  | 2005-2006 |
| Dínamo de Moscú                      | Rusia    | 2006-2007 |
| Desportivo das Aves                  | Portugal | 2007      |
| Partizán de Belgrado                 | Serbia   | 2007-2011 |
| Dalian Aerbin                        | China    | 2011-2012 |
| Vojvodina                            | Serbia   | 2012      |
| Salamanca                            | España   | 2013      |

## Palmarés

### Campeonatos nacionales
| Título                       | Club                 | País     | Año  |
| ---------------------------- | -------------------- | -------- | ---- |
| Primera División de Portugal | Boavista             | Portugal | 2001 |
| Superliga de Serbia          | Partizán de Belgrado | Serbia   | 2008 |
| Copa de Serbia               | Partizán de Belgrado | Serbia   | 2008 |
| Superliga de Serbia          | Partizán de Belgrado | Serbia   | 2009 |
| Copa de Serbia               | Partizán de Belgrado | Serbia   | 2009 |
| Superliga de Serbia          | Partizán de Belgrado | Serbia   | 2010 |